# Treštanovci
Treštanovci – wieś w Chorwacji, w żupanii pożedzko-slawońskiej, w gminie Jakšić. W 2011 roku liczyła 257 mieszkańców.